# علاج معرفي سلوكي
العلاج المعرفي السلوكي (بالإنجليزية: Cognitive behavioral therapy) اختصارا (CBT) هو تدخل نفسي اجتماعي يهدف إلى تحسين الصحة العقلية يركز العلاج المعرفي السلوكي على تحدي وتغيير التشوهات المعرفية غير المفيدة (مثل الأفكار والمعتقدات والمواقف) والسلوكيات، وتحسين التنظيم العاطفي وتطوير استراتيجيات المواجهة الشخصية التي تستهدف حل المشكلات الحالية. في الأصل، تم تصميمه لعلاج الاكتئاب، ولكن تم توسيع استخداماته لتشمل علاج عدد من حالات الصحة العقلية، بما في ذلك القلق. يشمل العلاج المعرفي السلوكي عددًا من العلاجات النفسية المعرفية أو السلوكية التي تعالج أمراض نفسية محددة باستخدام تقنيات واستراتيجيات قائمة على الأدلة.
يعتمد العلاج المعرفي السلوكي على مزيج من المبادئ الأساسية من علم النفس السلوكي وعلم النفس المعرفي. إنه يختلف عن المناهج التاريخية للعلاج النفسي مثل نهج التحليل النفسي حيث يبحث المعالج عن المعنى اللاواعي وراء السلوكيات ثم يصوغ التشخيص. وبدلاً من ذلك، فإن العلاج المعرفي السلوكي هو شكل من أشكال العلاج «يركز على المشكلة» و«عملي المنحى»، مما يعني أنه يستخدم لعلاج مشاكل محددة تتعلق باضطراب عقلي مشخص. يتمثل دور المعالج في مساعدة العميل في إيجاد وممارسة استراتيجيات فعالة لمعالجة الأهداف المحددة وتقليل أعراض الاضطراب. يعتمد العلاج المعرفي السلوكي على الاعتقاد بأن التشوهات الفكرية والسلوكيات غير القادرة على التكيف تلعب دورًا في تطوير الاضطرابات النفسية والحفاظ عليها، وأنه يمكن تقليل الأعراض والضيق المرتبط بها من خلال تعليم مهارات معالجة المعلومات الجديدة وآليات التأقلم.
عند مقارنتها بالأدوية ذات التأثير النفساني، وجدت دراسات المراجعة أن العلاج المعرفي السلوكي وحده فعال في علاج الأشكال الأقل حدة من الاكتئاب والقلق، واضطراب ما بعد الصدمة (PTSD) والتشنجات اللاإرادية وتعاطي المخدرات واضطرابات الأكل، واضطراب الشخصية الحدية. تشير بعض الأبحاث إلى أن العلاج المعرفي السلوكي يكون أكثر فاعلية عندما يقترن بالأدوية لعلاج الاضطرابات العقلية مثل اضطراب الاكتئاب الشديد. بالإضافة إلى ذلك، يوصى باستخدام العلاج المعرفي السلوكي كخط علاج أول لغالبية الاضطرابات النفسية لدى الأطفال والمراهقين، بما في ذلك اضطراب السلوك العدواني واضطراب السلوك. وجد الباحثون أن التدخلات العلاجية الأخرى الحسنة النية bona fide كانت فعالة بنفس القدر في علاج حالات معينة لدى البالغين. إلى جانب العلاج النفسي بين الأشخاص (IPT)، يوصى باستخدام العلاج المعرفي السلوكي في الأدلة التوجيهية للعلاج كعلاج نفسي اجتماعي مفضل. يُفرض على الأطباء النفسيين المقيمين في الولايات المتحدة تلقي تدريب في العلاج النفسي الديناميكي والعلاج النفسي المعرفي السلوكي والعلاج النفسي الداعم.

## تاريخيا

### الجذور الفلسفية
لقد حدد الأسلاف بعض الجوانب الأساسية من العلاج المعرفي السلوكي في مختلف التقاليد الفلسفية القديمة، ولا سيما الرواقية. يعتقد الفلاسفة الرواقيون، ولا سيما ايبكتيتوس، أنه يمكن استخدام المنطق لتحديد وتجاهل المعتقدات الخاطئة التي تؤدي إلى المشاعر المدمرة، والتي أثرت على الطريقة التي يحدد بها المعالجون المعرفيون السلوكيون التشوهات المعرفية التي تساهم في الاكتئاب والقلق. على سبيل المثال، ينص دليل العلاج الأصلي للاكتئاب لأرون ت. بك على أن "الأصول الفلسفية للعلاج المعرفي يمكن اقتفاء أثرها وصولا إلى الفلاسفة الرواقيين. مثال آخر للتأثير الرواقي على المنظرين الإدراكيين هو تأثير ايبكتيتوس على ألبرت إليس. إن شخصية فلسفية رئيسية أثرت أيضًا في تطوير العلاج المعرفي السلوكي هي ميل جون ستيوارت.

### جذور المعالجة السلوكية

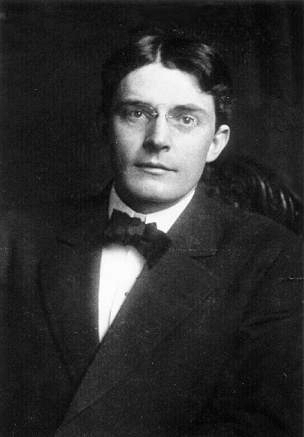
جون ب.واتسون

يمكن إرجاع الجذور الحديثة للعلاج السلوكي المعرفي إلى تطور العلاج السلوكي في أوائل القرن العشرين، وتطور العلاج المعرفي في الستينيات، والاندماج اللاحق للإثنين. بدأ العمل الرائد في السلوكية مع دراسات جون ب. واتسون وروزالي راينر عن التكييف في عام 1920. ظهرت المناهج العلاجية التي تركز على السلوك في وقت مبكر من عام 1924 مع عمل ماري كوفر جونز المكرس للتخلص من المخاوف لدى الأطفال. كانت هذه هي السوابق في تطوير العلاج السلوكي لجوزيف وولب في الخمسينيات. كان عمل وولب وواتسون، الذي استند إلى عمل إيفان بافلوف في التعلم والتكييف هو الذي أثر على هانز إيسنك وأرنولد لازاروس لتطوير تقنيات علاج سلوكي جديدة تعتمد على التكييف الكلاسيكي.
خلال الخمسينيات والستينيات من القرن الماضي، أصبح العلاج السلوكي مستخدمًا على نطاق واسع من قبل الباحثين في الولايات المتحدة والمملكة المتحدة وجنوب إفريقيا، الذين استلهموا من نظرية التعلم السلوكي للعالم إيفان بافلوف وجون ب.واتسون وكلارك هال. في بريطانيا، قام جوزيف وولب، وهو الذي طبق نتائج التجارب على الحيوانات على طريقته في إزالة التحسس المنتظم،  بإجراء بحثًا سلوكيًا لعلاج الاضطرابات العصبية. كانت جهود وولب العلاجية طليعة ومقدمة لتقنيات الحد من الخوف المعروفة اليوم. قدم عالم النفس البريطاني هانز إيسنك العلاج السلوكي كبديل بناء.
في نفس وقت عمل إيسنك، بدأ بي اف سكينر ورفاقه في الحصول على تقدم في عملهم على التكييف الفعال. تمت الإشارة إلى عمل سكينر على أنه سلوكيات راديكالية وتجنب أي شيء يتعلق بالإدراك. ومع ذلك، ساهم كل من جوليان روتر في عام 1954 وألبرت باندورا في عام 1969 في العلاج السلوكي مع عمل كل منهما على نظرية التعلم الاجتماعي من خلال إظهار آثار الإدراك على التعلم وتعديل السلوك. كان يُنظر أيضًا إلى عمل مجلة كلير ويكس Claire Weekes الأسترالية التي تتناول اضطرابات القلق في الستينيات من القرن الماضي كنموذج أولي للعلاج السلوكي.
شكل التركيز على العوامل السلوكية «الموجة الأولى» من العلاج المعرفي السلوكي.

### جذور المعالجة المعرفية
كان ألفريد أدلر من أوائل المعالجين الذين تناولوا الإدراك في العلاج النفسي بمفهومه عن الأخطاء الأساسية وكيف ساهموا في إنشاء أهداف سلوكية وحياتية غير صحية أو عديمة الفائدة. أثر عمل أدلر على عملألبرت إليس،  الذي طور أول علاج نفسي قائم على الإدراك، والمعروف اليوم باسمالعلاج السلوكي الانفعالي العقلاني REBT. ينسب إليس أيضًا الفضل إلى أبراهام لو كمؤسس للعلاج السلوكي المعرفي.
في نفس الوقت تقريبًا الذي تم فيه تطويرالعلاج الانفعالي العقلاني، كما كان معروفًا آنذاك، كان آرون تي بيك يجري جلسات التداعي الحر في ممارسته للتحليل النفسي. خلال هذه الجلسات، لاحظ بيك أن الأفكار لم تكن غير واعية كما كان فرويد يعتقد نظريًا سابقًا، وأن أنواعًا معينة من التفكير قد تكون السبب في الاضطراب العاطفي. انطلاقاً من هذه الفرضية، طور بيك العلاج المعرفي، وأطلق على هذه الأفكار اسم «الأفكار التلقائية». تمت الإشارة إلى بيك على أنه «أب العلاج المعرفي السلوكي».
كان هذان العلاجان، العلاج الانفعالي العقلاني والعلاج المعرفي هما من بدأا «الموجة الثانية» من العلاج المعرفي السلوكي، والتي كانت موجة التركيز على العوامل المعرفية.

### دمج العلاجات السلوكية والمعرفية - «الموجة الثالثة» من العلاج المعرفي السلوكي
على الرغم من أن الأساليب السلوكية المبكرة كانت ناجحة في العديد من الاضطرابات العصبية، إلا أنها لم تحقق نجاحًا كبيرًا في علاج الاكتئاب. كانت السلوكية تفقد شعبيتها أيضًا بسبب ما يسمى ب «الثورة المعرفية». اكتسبت الأساليب العلاجية لألبرت إليس وآرون تي بيك شعبية بين المعالجين السلوكيين، على الرغم من الرفض السلوكي السابق للمفاهيم «العقلية» مثل الأفكار thoughts والإدراكات cognitions. يتضمن كلا النظامين عناصر وتدخلات سلوكية ويركزان بشكل أساسي على المشاكل في الوقت الحاضر.
في الدراسات الأولية، كان العلاج المعرفي يتناقض غالبًا مع العلاجات السلوكية لمعرفة أيهما أكثر فعالية. خلال الثمانينيات والتسعينيات، تم دمج التقنيات المعرفية والسلوكية في العلاج المعرفي السلوكي. كان العامل المحوري في هذا الدمج هو التطوير الناجح لعلاجات اضطراب الهلع بواسطة ديفيد إم كلارك في المملكة المتحدة وديفيد إتش بارلو في الولايات المتحدة.
بمرور الوقت، أصبح العلاج المعرفي السلوكي معروفًا ليس فقط كعلاج، ولكن كمصطلح شامل لجميع العلاجات النفسية القائمة على الإدراك. تشمل هذه العلاجات، على سبيل المثال لا الحصر، العلاج الانفعالي العقلاني (REBT) والعلاج المعرفي وعلاج القبول والالتزام والعلاج السلوكي الجدلي وعلاج الواقع / نظرية الاختيار، وعلاج المعالجة المعرفية وإزالة حساسية حركة العين وإعادة المعالجة EMDR والعلاج متعدد الوسائط. كل هذه العلاجات عبارة عن مزيج من العناصر المعرفية والقائمة على السلوك.
شكّل هذا المزج بين الأسس النظرية والتقنية من كل من العلاجات السلوكية والمعرفية «الموجة الثالثة» من العلاج المعرفي السلوكي. أبرز علاجات الموجة الثالثة هي العلاج السلوكي الجدلي وعلاج القبول والالتزام. على الرغم من الشعبية المتزايدة لمقاربات العلاج «بالموجة الثالثة»، تكشف مراجعات الدراسات أنه قد لا يكون هناك فرق في الفعالية مقارنة مع العلاج المعرفي السلوكي باستخدام تقنيات لا تنتمي إلى «الموجة الثالثة» لعلاج الاكتئاب.

## التوصيف
يفترض العلاج المعرفي السلوكي السائد أن تغيير التفكير غير القادر على التكيف maladaptive يؤدي إلى تغيير في السلوك والتأثير،  لكن المتغيرات الحديثة تؤكد على التغييرات في علاقة الفرد بالتفكير غير التكيفي بدلاً من التغييرات في التفكير نفسه. الهدف من العلاج المعرفي السلوكي ليس تشخيص شخص مصاب بمرض معين، ولكن النظر إلى الشخص ككل وتحديد ما يمكن تغييره.

### التشوهات المعرفية
يستخدم المعالجون أو البرامج القائمة على الكمبيوتر تقنيات العلاج المعرفي السلوكي لمساعدة الأشخاص على تحدي أنماطهم ومعتقداتهم واستبدال الأخطاء في التفكير، والمعروفة باسم التشوهات المعرفية مثل:
- التعميم المفرط
- تضخيم السلبيات
- تقليل الإيجابيات
- الكارثية

وذلك بأفكار أكثر واقعية وفعالية، وبالتالي تقليل الشدة العاطفية والسلوك المهزوم". يمكن أن تكون التشوهات المعرفية إما اعتقادًا زائفًا بالتمييز أو الإفراط في التعميم لشيء ما. يمكن أيضًا استخدام تقنيات العلاج المعرفي السلوكي لمساعدة الأفراد على اتخاذ موقف أكثر انفتاحًا واهتمامًا ووعيًا تجاه التشوهات المعرفية لتقليل تأثيرها.

### المهارات
يساعد أسلوب العلاج المعرفي السلوكي الأفراد على استبدال «مهارات التأقلم والإدراك والعواطف والسلوكيات غير القادرة على التكيف بمهارات أكثر تكيفًا»،  من خلال تحدي طريقة تفكير الفرد وطريقة تفاعله مع عادات أو سلوكيات معينة،  ولكن لا يزال هناك جدل حول الدرجة التي تفسر بها هذه العناصر المعرفية التقليدية التأثيرات التي تظهر مع العلاج المعرفي السلوكي بالإضافة إلى العناصر السلوكية السابقة مثل التعرض والتدريب على المهارات.
مراحل العلاج
يمكن النظر إلى العلاج المعرفي السلوكي على أنه يتكون من ست مراحل:
1. التقييم النفسي
2. إعادة تصور
3. اكتساب المهارات
4. تعزيز المهارات والتدريب على التطبيق
5. التعميم والصيانة
6. متابعة تقييم ما بعد العلاج.

تستند هذه الخطوات إلى نظام تم إنشاؤه بواسطة كانفر Kanfer وساسلو Saslow. بعد تحديد السلوكيات التي تحتاج إلى التغيير، سواء كانت زيادة أو نقصان، وحدوث العلاج، يجب على الأخصائي النفسي تحديد ما إذا كان التدخل قد نجح أم لا. على سبيل المثال، «إذا كان الهدف هو تقليل السلوك، فيجب أن يكون هناك انخفاض بالنسبة إلى خط الأساس. إذا ظل السلوك النقدي عند خط الأساس أو فوقه، فهذا يعني أن التدخل قد فشل.»
تشمل خطوات مرحلة التقييم ما يلي:
- الخطوة الأولى: تحديد السلوكيات الحرجة
- الخطوة الثانية: تحديد ما إذا كانت السلوكيات الحرجة هي زيادات أو نقصان
- الخطوة 3: تقييم السلوكيات الحرجة من حيث التكرار أو المدة أو الشدة (احصل على خط الأساس)
- الخطوة 4: إذا كانت هناك زيادة، فحاول تقليل تكرار السلوكيات ومدتها وشدتها؛ إذا كان هناك نقص، حاول زيادة السلوكيات.[45]

تشكل مرحلة إعادة التصور الكثير من الجزء «المعرفي» من العلاج المعرفي السلوكي. تم تقديم ملخص لنهج العلاج المعرفي السلوكي الحديثة بواسطة هوفمان Hofmann.

### بروتوكولات تقديم العلاج
هناك بروتوكولات مختلفة لتقديم العلاج المعرفي السلوكي، مع أوجه تشابه مهمة فيما بينها. قد يشير استخدام مصطلح العلاج المعرفي السلوكي إلى تدخلات مختلفة، بما في ذلك:
- التعليمات الذاتية (مثل الإلهاء، والتخيل، والتحدث الذاتي التحفيزي)،
- الاسترخاء و/ أو التغذية الراجعة الحيوية biofeedback،
- تطوير استراتيجيات التعامل التكيفية (مثل التقليل من الأفكار السلبية أو الانهزامية للذات)،
- تغيير المعتقدات غير القادرة على التكيف بشأن الألم وتحديد الأهداف.[41]

يتم أحيانًا العلاج يدويًا، باستخدام علاجات موجزة ومباشرة ومحدودة زمنيًا للاضطرابات النفسية الفردية التي تعتمد على تقنية محددة. يستخدم العلاج المعرفي السلوكي في كل من الإعدادات الفردية والجماعية، وغالبًا ما يتم تكييف التقنيات لتطبيقات المساعدة الذاتية. بعض الأطباء والباحثين موجهون معرفيًا (مثل إعادة الهيكلة المعرفية)، في حين أن البعض الآخر أكثر توجهاً نحو السلوك (على سبيل المثال، العلاج بالتعرض في الجسم الحي). تدمج التدخلات مثل علاج التعرض التخيلي كلا النهجين.

### تقنيات ذات صلة بالموضوع
يمكن تقديم العلاج المعرفي السلوكي بالاقتران مع مجموعة متنوعة من التقنيات المختلفة ولكن ذات الصلة مثل:
- العلاج بالتعرض
- التلقيح بالتوتر
- علاج المعالجة المعرفية
- العلاج المعرفي
- تقنية الفصل للسلوكيات المتكررة التي تركز على الجسم
- التدريب على الاسترخاء
- العلاج السلوكي الجدلي
- علاج القبول والالتزام.[50][51]

يروج بعض الممارسين لشكل من أشكال العلاج المعرفي الواعي الذي يتضمن تركيزًا أكبر على الوعي الذاتي كجزء من العملية العلاجية.

## الاستخدامات السريرية
في البالغين، ثبت أن العلاج المعرفي السلوكي له فعالية ودور في خطط العلاج لكل من:
- اضطرابات القلق، [53][54]
- اضطراب تشوه الجسم[55]
- الاكتئاب[56][57]
- اضطرابات الأكل[58]
- آلام أسفل الظهر المزمنة[41]
- اضطرابات الشخصية[59]
- الذهان[60]
- الفصام[61]
- اضطرابات تعاطي المخدرات[62]
- في التكيف والاكتئاب والقلق المرتبط بالألم العضلي الليفي[38]
- في الفترات ما بعد إصابات الحبل الشوكي.[63]

في الأطفال أو المراهقين، يعتبر العلاج المعرفي السلوكي جزءًا فعالًا من خطط العلاج لكل من:
- اضطرابات القلق[64]
- اضطراب تشوه الجسم[65]
- الاكتئاب والانتحار[66]
- اضطرابات الأكل والسمنة[67]
- اضطراب الوسواس القهري (OCD)[68]
- اضطراب الكرب التالي للصدمة النفسية[69]
- اضطرابات التشنج اللاإرادي
- هوس نتف الشعر
- وغير ذلك من اضطرابات السلوك التكرارية.[70]

تم تصميم تقنية معدلة من العلاج المعرفي السلوكي بغرض الوقاية من الانتحار CBT-SP (حيث أن (SP) هي اختصار الوقاية من الانتحار suicide prevention)، تم تخصيصه خصيصًا لعلاج الشباب الذين يعانون من الاكتئاب الشديد والذين حاولوا الانتحار مؤخرًا خلال الـ 90 يومًا الماضية، ووجد أنه فعال وممكن ومقبول. ثبت أيضًا أن العلاج المعرفي السلوكي فعال في اضطراب ما بعد الرضح لدى الأطفال الصغار جدًا (من 3 إلى 6 سنوات من العمر). وجدت المراجعات أدلة «منخفضة الجودة» على أن العلاج المعرفي السلوكي قد يكون أكثر فعالية من العلاجات النفسية الأخرى في تقليل أعراض اضطراب ما بعد الرضح لدى الأطفال والمراهقين. تم تطبيق العلاج المعرفي السلوكي أيضًا على مجموعة متنوعة من اضطرابات الطفولة،  بما في ذلك اضطرابات الاكتئاب واضطرابات القلق المختلفة.
يقلل العلاج المعرفي السلوكي مع التنويم المغناطيسي والإلهاء من شدة الألم لدى الأطفال المبلغ عنها ذاتيًا.
لم تجد مراجعات كوكرين المحكمة طبيا أي دليل على أن العلاج المعرفي السلوكي فعال لطنين الأذن، على الرغم من أنه يبدو أن هناك تأثيرًا على تدبير الاكتئاب المرتبط ونوعية الحياة في هذه الحالة. لم تجد راجعات كوكرين الحديثة الأخرى أي دليل مقنع على أن التدريب على العلاج المعرفي السلوكي يساعد مقدمي الرعاية بالتبني على تدبير السلوكيات الصعبة لدى الشباب الموجودين تحت رعايتهم،  كما أنه لم يكن مفيدًا في علاج الأشخاص الذين يسيئون إلى شركائهم الحميمين.
وفقًا لمراجعة أجراها المعهد الوطني للصحة والبحوث الطبية الفرنسي INSERMعام 2004 لثلاث طرق، كان العلاج المعرفي السلوكي إما «مثبتًا» أو «يفترض» أنه علاج فعال في العديد من الاضطرابات العقليةالنوعية specific mental disorders. وفقًا للدراسة، كان العلاج المعرفي السلوكي فعالًا في علاج الفصام والاكتئاب والاضطراب ثنائي القطب واضطراب الهلع واضطراب الكرب التالي للصدمة النفسية واضطرابات القلق، والشره المرضي وفقدان الشهية المرضي واضطرابات الشخصية والاعتماد على الكحول.
تجد بعض التحليلات التلوية أن العلاج المعرفي السلوكي أكثر فعالية من العلاج النفسي الديناميكي ومكافئ للعلاجات الأخرى في علاج القلق والاكتئاب.
ثبت أن العلاج المعرفي السلوكي المحوسب CCBT فعال من خلال التجارب العشوائية المحكومة وغيرها من التجارب في علاج اضطرابات الاكتئاب والقلق بما في ذلك الموجودة لدى الأطفال،  وكذلك الأرق.
وجدت بعض الأبحاث فعالية مشابهة للتداخل عبر المواقع الإعلامية والمكالمات الهاتفية الأسبوعية. لقد وجد أن العلاج المعرفي السلوكي المحوسب فعال بنفس القدر مثل العلاج المعرفي السلوكي المجرى وجها لوجه في حالات قلق المراهقين والأرق insomnia.
تركز الانتقادات الموجهة للعلاج السلوكي المعرفي أحيانًا على عمليات التنفيذ والتطبيق (مثل UK IAPT) والتي قد تؤدي في البداية إلى علاج منخفض الجودة يقدمه ممارسون غير مدربين تدريباً جيداً. ومع ذلك، تدعم الأدلة فعالية العلاج المعرفي السلوكي للقلق والاكتئاب. إن علاج القبول والالتزام ACT هو فرع متخصص من العلاج المعرفي السلوكي (يشار إليه أحيانًا باسم العلاج المعرفي السلوكي السياقي contextual). يستخدم علاج القبول والالتزام تداخلات التركيز كامل للذهن والقبول وقد وجد أن له عمرًا أطول في النتائج العلاجية. في دراسة عن القلق، وجد أن التحسن كان متماثلا في كل من العلاج المعرفي السلوكي وعلاج القبول والالتزام وذلك بالنسبة لجميع النتائج من قبل العلاج إلى ما بعده. ومع ذلك، خلال متابعة استمرت 12 شهرًا، أثبت علاج القبول والالتزام أنه أكثر فعالية، مما يدل على أنه نموذج علاجي دائم للغاية لاضطرابات القلق.
تشير الدلائل إلى أن إضافة العلاج بالتنويم المغناطيسي كعامل مساعد للعلاج المعرفي السلوكي يحسن فعالية العلاج لمجموعة متنوعة من القضايا السريرية.
تم تطبيق العلاج المعرفي السلوكي في كل من البيئات السريرية وغير السريرية لعلاج الاضطرابات مثل حالات الشخصية والمشاكل السلوكية. خلصت مراجعة منهجية للعلاج السلوكي المعرفي في اضطرابات الاكتئاب والقلق إلى أن «العلاج المعرفي السلوكي المقدم في الرعاية الأولية، خاصة تالك المتضمنة برامج المساعدة الذاتية القائمة على الكمبيوتر أو الإنترنت، إلى أنه من المحتمل أن تكون أكثر فعالية من الرعاية المعتادة ويمكن أن يقدمها معالجو الرعاية الأولية بشكل فعال.»
تشير الدلائل الناشئة إلى دور محتمل للعلاج السلوكي المعرفي في علاج اضطراب نقص الانتباه مع فرط النشاط (ADHD) والتوهم مرضي والتعامل مع تأثير التصلب المتعدد واضطرابات النوم المتعلقة بالشيخوخة وعسر الطمث والاضطراب ثنائي القطب ولكن هناك حاجة إلى مزيد من الدراسة ويجب تفسير النتائج بحذر. يمكن أن يكون للعلاج المعرفي السلوكي آثار علاجية في تخفيف أعراض القلق والاكتئاب لدى الأشخاص المصابين بمرض الزهايمر. تمت دراسة العلاج المعرفي السلوكي كعامل مساعد في علاج القلق المرتبط بالتلعثم. أظهرت الدراسات الأولية أن العلاج المعرفي السلوكي فعال في تقليل القلق الاجتماعي لدى البالغين الذين يتلعثمون ولكن ليس في تقليل وتيرة التلعثم.
في حالة الأشخاص المصابين بسرطان الثدي النقيلي تكون البيانات محدودة ولكن العلاج المعرفي السلوكي والتدخلات النفسية والاجتماعية الأخرى قد تساعد في النتائج النفسية وتدبير الألم.
هناك بعض الأدلة على أن العلاج المعرفي السلوكي يتفوق على المدى الطويل على البنزوديازيبينات وغير البنزوديازيبينات في علاج وتدبير الأرق. ثبت أن العلاج المعرفي السلوكي فعال بشكل معتدل في علاج متلازمة التعب المزمن.
في المملكة المتحدة، يوصي المعهد الوطني للتميز في الرعاية الصحية NICE باستخدام العلاج المعرفي السلوكي في خطط العلاج لعدد من صعوبات الصحة العقلية بما في ذلك اضطراب ما بعد الرضح، واضطراب الوسواس القهري (OCD)، والشره المرضي العصبي والاكتئاب السريري.

### الاكتئاب
تم عرض العلاج المعرفي السلوكي كعلاج فعال للاكتئاب السريري. أشارت الأدلة التوجيهية في الممارسة الطبية الصادرة عن الجمعية الأمريكية للطب النفسي (في أبريل 2000) إلى أنه من بين مقاربات العلاج النفسي امتلك كلا من العلاج المعرفي السلوكي والعلاج النفسي بين الأشخاص أفضل فعالية موثقة في علاج اضطراب الاكتئاب الشديد. إحدى النظريات الإمراضية المسببة للاكتئاب هي نظرية آرون تي بيك المعرفية للاكتئاب. تنص نظريته على أن الأشخاص المكتئبين يفكرون بالطريقة التي يفكرون بها لأن تفكيرهم منحاز biased نحو التفسيرات السلبية. وفقًا لهذه النظرية، يكتسب الأشخاص المكتئبون مخططًاسلبيًا (بالإنجليزية: negative schema) للعالم في مرحلة الطفولة والمراهقة كتأثير لأحداث الحياة المجهدة، ويتم تنشيط المخطط السلبي لاحقًا في الحياة عندما يواجه الشخص مواقف مماثلة.
وصف بيك أيضًا ثالوثًا معرفيًا سلبيا. يتكون ثالوث بيك المعرفي من التقييمات السلبية للفرد المكتئب: 1. لنفسه 2. وللعالم 3. والمستقبل. اقترح بيك أن هذه التقييمات السلبية مستمدة من المخططات السلبية والتحيزات المعرفية للشخص. وفقًا لهذه النظرية، فإن الأشخاص المصابين بالاكتئاب لديهم آراء مثل «أنا لا أقوم بعمل جيد أبدًا»، و«من المستحيل أن يكون يومك جيدًا»، و«لن تتحسن الأمور أبدًا». يساعد المخطط السلبي في إثارة التحيز المعرفي، ويساعد التحيز المعرفي في تغذية المخطط السلبي. اقترح بيك كذلك أن الأشخاص المكتئبين غالبًا ما يكون لديهم التحيزات المعرفية التالية:
- الاستدلال التعسفي
- التجريد الانتقائي
- التعميم المفرط
- التكبير
- التقليل

هذه التحيزات المعرفية سريعة في صنع استنتاجات سلبية، عامة، وشخصية عن الذات، وبالتالي تغذي المخطط السلبي.
اقترح التحليل التلوي لعام 2001 الذي يقارن العلاج المعرفي السلوكي والعلاج النفسي الديناميكي أن الأساليب كانت فعالة بنفس القدر على المدى القصير. في المقابل، أشارت التحليلات التلوية لعام 2013 إلى أن العلاج المعرفي السلوكي والعلاج بين الأشخاص وعلاج حل المشكلات تفوق في أدائه على العلاج النفسي الديناميكي والتنشيط السلوكي في علاج الاكتئاب.

### اضطرابات القلق
ثبت أن العلاج المعرفي السلوكي فعال في علاج البالغين الذين يعانون من اضطرابات القلق. المفهوم الأساسي في بعض علاجات العلاج المعرفي السلوكي المستخدمة في اضطرابات القلق هوالتعرض في الجسم الحي. يشير العلاج المعرفي السلوكي للتعرض إلى المواجهة المباشرة للأشياء أو الأنشطة أو المواقف المخيفة من قبل المريض. وجدت نتائج المراجعة المنهجية لعام 2018 قوة عالية من الأدلة على أن العلاج المعرفي السلوكي يمكن أن يقلل من أعراض اضطراب ما بعد الصدمة ويؤدي إلى فقدان تشخيص اضطراب ما بعد الصدمة PTSD.
على سبيل المثال، امرأة مصابة باضطراب ما بعد الصدمة تخشى المكان الذي تعرضت فيه للاعتداء يمكن أن يساعدها معالجها في الذهاب إلى هذا المكان ومواجهة تلك المخاوف مباشرة. وبالمثل، فإن الشخص المصاب باضطراب القلق الاجتماعي الذي يخشى التحدث أمام الجمهور قد يتم توجيهه لمواجهة هذه المخاوف بشكل مباشر من خلال إلقاء خطاب. غالبًا ما يُنسب هذا النموذج «الثنائي» إلى أورفال هوبارت مورير. من خلال التعرض للمحفز، يمكن «تجاهل» هذا التكييف الضار (يشار إليه باسم الانقراض والتعود). قدمت الدراسات أدلة على أنه عند فحص الحيوانات والبشر، قد تؤدي الهرمونات القشرية السكرية إلى تعلم أكثر نجاحًا في الانقراض أثناء العلاج بالتعرض. على سبيل المثال، يمكن للهرمونات الفشرية السكرية أن تمنع استرجاع نوبات التعلم المكروهة وتزيد من تقوية آثار الذاكرة مما يخلق رد فعل غير مخيف في المواقف المخيفة. قد يكون الجمع بين السكريات القشرية وعلاج التعرض علاجًا أفضل لعلاج المرضى الذين يعانون من اضطرابات القلق.
وجدت مراجعة كوكرين لعام 2015 أيضًا أن العلاج المعرفي السلوكي لإدارة أعراض آلام الصدر غير المحددة قد يكون فعالًا على المدى القصير. ومع ذلك، كانت النتائج محدودة من خلال التجارب الصغيرة واعتبرت الأدلة ذات جودة مشكوك فيها.

### الاضطراب ثنائي القطب
تظهر العديد من الدراسات أن العلاج المعرفي السلوكي، جنبًا إلى جنب مع العلاج الدوائي، فعال في تحسين أعراض الاكتئاب، وشدة الهوس، والأداء النفسي والاجتماعي مع تأثيرات خفيفة إلى متوسطة، وأنه أفضل من الدواء وحده.

### الذهان
في الذهان طويل الأمد يستخدم العلاج المعرفي السلوكي لتكملة الدواء ويتم تكييفه لتلبية الاحتياجات الفردية. تشمل التدخلات المتعلقة بشكل خاص بهذه الحالات استكشاف اختبار الواقع، وتغيير الأوهام والهلوسة، وفحص العوامل التي تؤدي إلى الانتكاس، وتدبير الانتكاسات.

### الفصام
أفادت مراجعة كوكرين أن العلاج المعرفي السلوكي «ليس له تأثير على خطر الانتكاس طويل الأمد» وليس له تأثير إضافي فوق الرعاية المعيارية. حققت مراجعة منهجية في عام 2015 في آثار العلاج المعرفي السلوكي مقارنة بالعلاجات النفسية والاجتماعية الأخرى للأشخاص المصابين بالفصام وقررت أنه لا توجد ميزة واضحة على التدخلات الأخرى، والتي غالبًا ما تكون أقل تكلفة، ولكنها أقرت بالحاجة إلى أدلة أفضل جودة قبل التمكن من استخلاص استنتاجات مؤكدة.

### مع كبار السن
يستخدم العلاج المعرفي السلوكي لمساعدة الأشخاص من جميع الأعمار، ولكن يجب تعديل العلاج بناءً على عمر المريض الذي يتعامل معه المعالج. الأفراد الأكبر سنًا على وجه الخصوص لديهم خصائص معينة يجب الاعتراف بها وتغيير العلاج لمراعاة هذه الاختلافات بفضل العمر. من بين عدد قليل من الدراسات التي تفحص العلاج المعرفي السلوكي لتدبيرالاكتئاب لدى كبار السن، لا يوجد حاليًا دعم قوي.

### الوقاية من المرض العقلي
بالنسبة لاضطرابات القلق، أدى استخدام العلاج المعرفي السلوكي مع الأشخاص المعرضين للخطر بشكل كبير إلى تقليل عدد نوبات اضطراب القلق المعمم وأعراض القلق الأخرى، كما أدى إلى تحسينات كبيرة في الأسلوب التوضيحي واليأس والمواقف المختلة. في دراسة أخرى، أصيب 3% من المجموعة التي تلقت تدخل العلاج المعرفي السلوكي باضطراب القلق العام بعد 12 شهرًا من التدخل مقارنة بـ 14% في المجموعة الضابطة. وجد أن الذين يعانون من اضطراب الهلع تحت العتبة يستفيدون بشكل كبير من استخدام العلاج المعرفي السلوكي. تم العثور على استخدام العلاج المعرفي السلوكي للحد بشكل كبير من انتشار القلق الاجتماعي.
بالنسبة للاضطرابات الاكتئابية، حقق تدخل الرعاية المتدرجة (الانتظار اليقظ، والعلاج المعرفي السلوكي، والأدوية إذا كان ذلك مناسبًا) معدل حدوث أقل بنسبة 50% في مجموعة المرضى الذين تبلغ أعمارهم 75 عامًا أو أكثر. وجدت دراسة أخرى للاكتئاب تأثيرًا محايدًا مقارنة بالتثقيف الشخصي والاجتماعي والصحي وتوفير المدرسة المعتاد، وتضمنت تعليقًا على احتمالية زيادة درجات الاكتئاب من الأشخاص الذين تلقوا العلاج المعرفي السلوكي بسبب زيادة التعرف على الذات والاعتراف بأعراض الاكتئاب الحالية وأنماط التفكير السلبي. كما أظهرت دراسة أخرى نتيجة محايدة. أظهرت دراسة تلوية لدورة التعامل مع الاكتئاب، وهو تدخل سلوكي معرفي يتم إجراؤه بواسطة طريقة تربوية نفسية، انخفاضًا بنسبة 38% في خطر الإصابة بالاكتئاب الشديد.
بالنسبة للأشخاص المعرضين لخطر الإصابة بالذهان، أوصى المعهد الوطني للتميز في الرعاية الصحية NICE في عام 2014 بالعلاج المعرفي السلوكي الوقائي.

### القمار إمراضيته ومشكلته
يستخدم العلاج المعرفي السلوكي أيضًا للمقامرة المرضية والمشاكل الناجمة عنه. تتراوح نسبة الأشخاص الذين يعانون من مشكلة المقامرة من 1 إلى 3% حول العالم. يطور العلاج المعرفي السلوكي مهارات الوقاية من الانتكاس ويمكن لأي شخص أن يتعلم التحكم في عقله وإدارة الحالات عالية الخطورة. هناك دليل على فعالية العلاج المعرفي السلوكي في علاج المقامرة المرضية والمشكلة في المتابعة الفورية، ولكن فعالية العلاج المعرفي السلوكي طويلة المدى بالنسبة لها غير معروفة حاليًا.

### الإقلاع عن التدخين
ينظر العلاج المعرفي السلوكي إلى عادة تدخين السجائر كسلوك مكتسب، والذي يتطور لاحقًا إلى إستراتيجية تكيف للتعامل مع الضغوطات اليومية. نظرًا لأنه يسهل الوصول إلى التدخين في كثير من الأحيان، ويسمح للمستخدم بالشعور بالرضا بسرعة، فإنه يمكن أن يكون له الأسبقية على استراتيجيات المواجهة الأخرى، وفي النهاية يشق طريقه إلى الحياة اليومية أثناء الأحداث غير المسببة للضغط. يهدف العلاج المعرفي السلوكي إلى استهداف وظيفة السلوك، حيث يمكن أن يختلف بين الأفراد، ويعمل على حقن آليات التكيف الأخرى بدلاً من التدخين. يهدف العلاج المعرفي السلوكي أيضًا إلى دعم الأفراد الذين يعانون من الرغبة الشديدة الشديدة، والتي تعد سببًا رئيسيًا للانتكاس أثناء العلاج.
في دراسة خاضعة للرقابة عام 2008 من كلية الطب بجامعة ستانفورد، اقترح أن العلاج المعرفي السلوكي قد يكون أداة فعالة للمساعدة في الحفاظ على الامتناع عن ممارسة الجنس. تم تتبع نتائج 304 مشاركًا بالغًا عشوائيًا على مدار عام واحد. خلال هذا البرنامج، تم تزويد بعض المشاركين بالأدوية أو العلاج المعرفي السلوكي أو الدعم عبر الهاتف على مدار 24 ساعة أو مزيج من الطرق الثلاث. في 20 أسبوعًا، كان لدى المشاركين الذين تلقوا العلاج المعرفي السلوكي معدل امتناع 45٪، مقابل غير المشاركين في العلاج المعرفي السلوكي، الذين كان معدل الامتناع لديهم 29٪. بشكل عام، خلصت الدراسة إلى أن التركيز على الاستراتيجيات المعرفية والسلوكية لدعم الإقلاع عن التدخين يمكن أن يساعد الأفراد على بناء أدوات للامتناع عن التدخين على المدى الطويل.
يمكن أن يؤثر تاريخ الصحة العقلية على نتائج العلاج. الأفراد الذين لديهم تاريخ من الاضطرابات الاكتئابية كان لديهم معدل نجاح أقل عند استخدام العلاج المعرفي السلوكي وحده لمكافحة إدمان التدخين.
لم تتمكن مراجعة كوكرين من العثور على دليل على أي اختلاف بين العلاج المعرفي السلوكي والتنويم المغناطيسي للإقلاع عن التدخين. في حين أن هذا قد يكون دليلًا على عدم وجود تأثير، فقد تكشف المزيد من الأبحاث عن تأثير العلاج المعرفي السلوكي للإقلاع عن التدخين.

### اضطرابات تعاطي المخدرات
أظهرت الدراسات أن العلاج المعرفي السلوكي علاج فعال لتعاطي المخدرات. بالنسبة للأفراد الذين يعانون من اضطرابات تعاطي المخدرات، يهدف العلاج المعرفي السلوكي إلى إعادة صياغة الأفكار غير المؤاتية، مثل الإنكار والتقليل وكارثة أنماط التفكير، مع سرد أكثر صحة. تشمل التقنيات المحددة تحديد المشغلات المحتملة وتطوير آليات التأقلم لتدبير المواقف عالية المخاطر. أظهرت الأبحاث أن العلاج المعرفي السلوكي فعال بشكل خاص عند دمجه مع العلاجات أو الأدوية الأخرى القائمة على العلاج.

### اضطرابات الأكل
المقال الرئيسي: العلاج المعرفي السلوكي لاضطرابات الأكل
على الرغم من أن العديد من أشكال العلاج يمكن أن تدعم الأفراد الذين يعانون من اضطراب الأكل، فقد ثبت أن العلاج المعرفي السلوكي علاج أكثر فعالية من الأدوية والعلاج النفسي بين الأشخاص فقط. يهدف العلاج المعرفي السلوكي إلى مكافحة الأسباب الرئيسية للضيق مثل الإدراك السلبي المحيط بوزن الجسم وشكله وحجمه. يعمل معالجو العلاج المعرفي السلوكي أيضًا مع الأفراد لتنظيم المشاعر والأفكار القوية التي تؤدي إلى سلوكيات تعويضية خطيرة. العلاج المعرفي السلوكي هو الخط الأول في علاج الشره المرضي العصبي واضطراب الأكل غير النوعي. في حين أن هناك أدلة تدعم فعالية العلاج المعرفي السلوكي للشره المرضي العصبي والنهم، فإن الأدلة متغيرة إلى حد ما ومحدودة بأحجام الدراسة الصغيرة.

### ادمان الإنترنت
حددت الأبحاث إدمان الإنترنت على أنه اضطراب سريري جديد يسبب مشاكل علائقية ومهنية واجتماعية. تم اقتراح العلاج المعرفي السلوكي باعتباره العلاج المفضل في إدمان الإنترنت، وقد استخدم التعافي من الإدمان بشكل عام العلاج المعرفي السلوكي كجزء من تخطيط العلاج.

### الوقاية من الإجهاد المهني
وجدت مراجعة كوكرين للتدخلات التي تهدف إلى منع الإجهاد النفسي لدى العاملين في الرعاية الصحية أن العلاج المعرفي السلوكي كان أكثر فعالية من عدم التدخل ولكنه لم يكن أكثر فعالية من التدخلات البديلة للحد من الإجهاد.

### التوحد
تم تحديد الأدلة الناشئة عن التدخلات السلوكية المعرفية التي تهدف إلى تقليل أعراض الاكتئاب والقلق واضطراب الوسواس القهري لدى البالغين المصابين بالتوحد (بالإنجليزية: Autism) دون إعاقة ذهنية من خلال مراجعة منهجية. بينما كان البحث يركز على البالغين، كانت التدخلات السلوكية المعرفية مفيدة أيضًا للأطفال المصابين بالتوحد.

## طرق الدخول

### المعالج
يتألف برنامج العلاج المعرفي السلوكي النموذجي من جلسات وجهاً لوجه بين المريض والمعالج، وتتألف من 6-18 جلسة مدة كل منها حوالي ساعة مع فجوة من 1-3 أسابيع بين الجلسات. قد يتبع هذا البرنامج الأولي بعض جلسات التعزيز، على سبيل المثال بعد شهر واحد وثلاثة أشهر. تم العثور على العلاج المعرفي السلوكي أيضًا ليكون فعالًا إذا قام المريض والمعالج بالكتابة في الوقت الفعلي لبعضهما البعض عبر روابط الكمبيوتر.
يرتبط العلاج المعرفي السلوكي ارتباطًا وثيقًا بنموذج العالِم - الممارس (بالإنجليزية: scientist–practitioner model) الذي يتم فيه إبلاغ عن الممارسة العملية والبحوث السريرية من خلال تفعيل المشكلة بشكل استقرائي علمي وواضح والتركيز على القياس، بما في ذلك قياس التغيرات في الإدراك والسلوك وفي تحقيق الأهداف. غالبًا ما يتم الوفاء بهذه المهام من خلال مهام «الواجبات المنزلية» التي يعمل فيها المريض والمعالج معًا لصياغة مهمة لإكمالها قبل الجلسة التالية. يشير إكمال هذه المهام - التي يمكن أن تكون بسيطة مثل حضور شخص يعاني من الاكتئاب إلى نوع من الأحداث الاجتماعية - إلى التفاني في الامتثال للعلاج والرغبة في التغيير. يمكن للمعالجين بعد ذلك قياس الخطوة التالية من العلاج منطقيًا بناءً على مدى اكتمال المريض للمهمة. يعتمد العلاج المعرفي السلوكي الفعال على تحالف علاجي بين ممارس الرعاية الصحية والشخص الذي يطلب المساعدة. على عكس العديد من أشكال العلاج النفسي الأخرى، يشارك المريض بشكل كبير في العلاج المعرفي السلوكي. على سبيل المثال، قد يُطلب من المريض القلق التحدث إلى شخص غريب كواجب منزلي، ولكن إذا كان ذلك صعبًا للغاية، فيمكنه أو يمكنها القيام بمهمة أسهل أولاً. يجب أن يكون المعالج مرنًا ومستعدًا للاستماع إلى المريض بدلاً من التصرف كشخصية ذات سلطة.

### الإعطاء عن طريق الكمبيوتر أو الإنترنت
على الرغم من أن العلاج المعرفي السلوكي المحوسب كان موضوعًا للجدل المستمر،  فقد وصفه المعهد الوطني للتميز في الرعاية الصحية NICE بأنه «مصطلح عام لتقديم العلاج المعرفي السلوكي عبر واجهة كمبيوتر تفاعلية يتم توفيرها بواسطة جهاز كمبيوتر شخصي أو الإنترنت أو نظام استجابة صوتية تفاعلي»،  بدلاً من وجهاً لوجه مع معالج بشري. يُعرف أيضًا باسم العلاج المعرفي السلوكي عبر الإنترنت ICBT. إن العلاج المعرفي السلوكي المحوسب لديه القدرة على تحسين الوصول إلى العلاجات القائمة على الأدلة، والتغلب على التكاليف الباهظة ونقص التوافر المرتبط أحيانًا بالاحتفاظ بمعالج بشري. في هذا السياق، من المهم عدم الخلط بين العلاج المعرفي السلوكي وبين «التدريب القائم على الكمبيوتر»، والذي يشار إليه في الوقت الحاضر أكثر بالتعليم الإلكتروني.
تم العثور على العلاج المعرفي السلوكي المحوسب في الدراسات الوصفية لتكون فعالة من حيث التكلفة وغالبًا ما تكون أرخص من الرعاية المعتادة،  بما في ذلك القلق. أظهرت الدراسات أن الأفراد الذين يعانون من القلق الاجتماعي والاكتئاب قد تحسنوا من خلال الأساليب القائمة على العلاج المعرفي السلوكي عبر الإنترنت. وجدت مراجعة لأبحاث العلاج المعرفي السلوكي المحوسب الحالية في علاج الوسواس القهري لدى الأطفال أن هذه الواجهة تحمل إمكانات كبيرة للعلاج المستقبلي للوسواس القهري لدى الشباب والمراهقين. بالإضافة إلى ذلك، تستخدم معظم تدخلات الإنترنت لاضطراب ما بعد الصدمة العلاج المعرفي السلوكي المحوسب. كما أن العلاج المعرفي السلوكي المحوسب مهيأ أيضًا لعلاج اضطرابات المزاج بين السكان غير المغايرين جنسياً، والذين قد يتجنبون العلاج وجهاً لوجه من الخوف من وصمة العار. ومع ذلك في الوقت الحاضر نادرا ما تلبي برامج العلاج المعرفي السلوكي المحوسب هؤلاء السكان.
تتمثل إحدى المشكلات الرئيسية في استخدام العلاج المعرفي السلوكي المحوسب في انخفاض معدلات الاستيعاب والإكمال،  حتى عندما يتم إتاحتها وشرحها بوضوح. تم العثور على معدلات إتمام العلاج المعرفي السلوكي المحوسب وفعالية العلاج في بعض الدراسات لتكون أعلى عندما يتم دعم استخدام العلاج المعرفي السلوكي المحوسب شخصيًا، مع مؤيدين لا يقتصرون على المعالجين فقط، مما يحدث عندما يكون الاستخدام في شكل المساعدة الذاتية وحدها. هناك طريقة أخرى لتحسين معدل الاستيعاب والإكمال، بالإضافة إلى نتائج العلاج، وهي تصميم برنامج يدعم تكوين تحالف علاجي قوي بين المستخدم والتكنولوجيا.
في فبراير 2006، أوصى المعهد الوطني للتميز في الرعاية الصحية بإتاحة العلاج المعرفي السلوكي المحوسب العلاج المعرفي السلوكي المحوسب للاستخدام داخل المعهد الوطني للصحة وجودة الرعاية NHS في جميع أنحاء إنجلترا وويلز للمرضى الذين يعانون من اكتئاب خفيف إلى متوسط، بدلاً من الاختيار الفوري للأدوية المضادة للاكتئاب،  ويتم توفير العلاج المعرفي السلوكي المحوسب العلاج المعرفي السلوكي المحوسب بواسطة بعض الأنظمة الصحية. أقرت إرشادات المعهد الوطني للتميز في الرعاية الصحية لعام 2009 أنه من المحتمل أن يكون هناك عدد من منتجات العلاج المعرفي السلوكي المحوسبة المفيدة للمرضى، ولكنها أزيلت المصادقة على أي منتج معين.
هناك طريقة جديدة نسبيًا للبحث وهي مزيج من الذكاء الاصطناعي والعلاج المعرفي السلوكي المحوسب CCBT. تم اقتراح استخدام التكنولوجيا الحديثة لإنشاء العلاج المعرفي السلوكي المحوسب العلاج المعرفي السلوكي المحوسب التي تحاكي العلاج وجهاً لوجه. يمكن تحقيق ذلك في العلاج المعرفي السلوكي لاضطراب معين باستخدام معرفة المجال الشاملة للعلاج المعرفي السلوكي. أحد المجالات التي تمت محاولة ذلك هو المجال المحدد للقلق الاجتماعي لدى أولئك الذين يتلعثمون.

### الإعطاء عن طريق تطبيق الهاتف الذكي
طريقة أخرى جديدة للوصول هي استخدام تطبيقات الهاتف المحمول أو تطبيقات الهاتف الذكي لتقديم المساعدة الذاتية أو العلاج المعرفي السلوكي الموجه. تعمل شركات التكنولوجيا على تطوير تطبيقات روبوت محادثة (بالإنجليزية: chatbot) للذكاء الاصطناعي تعتمد على الهاتف المحمول في تقديم العلاج المعرفي السلوكي كتدخل مبكر لدعم الصحة العقلية، وبناء المرونة النفسية وتعزيز الرفاهية العاطفية يتمتع تطبيق المحادثة النصية المستند إلى الذكاء الاصطناعي (AI) والذي يتم تقديمه بشكل آمن وخاص عبر أجهزة الهواتف الذكية بالقدرة على التوسع عالميًا وتقديم دعم سياقي ومتاح دائمًا. يجري البحث النشط بما في ذلك دراسات بيانات العالم الواقعي التي تقيس فعالية ومشاركة تطبيقات روبوت الدردشة على الهواتف الذكية القائمة على النصوص لتقديم العلاج المعرفي السلوكي باستخدام واجهة محادثة قائمة على النص.

### قراءة مواد المساعدة الذاتية
أظهرت بعض الدراسات أن تمكين المرضى من قراءة أدلة العلاج المعرفي السلوكي للمساعدة الذاتية فعال. ومع ذلك، وجدت إحدى الدراسات تأثيرًا سلبيًا في المرضى الذين يميلون إلى اجترار الأفكار،  ووجد تحليل تلوي آخر أن الفائدة كانت مهمة فقط عندما تم توجيه المساعدة الذاتية (على سبيل المثال من قبل أخصائي طبي).

### دورة تعليمية جماعية
ثبت أن مشاركة المريض في الدورات الجماعية فعالة. في التحليل التلوي لمراجعة العلاج القائم على الأدلة للوسواس القهري عند الأطفال، وجد أن العلاج المعرفي السلوكي الفردي أكثر فعالية من العلاج المعرفي السلوكي الجماعي.

## الأنماط

### العلاج المعرفي السلوكي الموجز
العلاج المعرفي السلوكي الموجز BCBT هو شكل من أشكال العلاج المعرفي السلوكي تم تطويره للحالات التي توجد فيها قيود زمنية على جلسات العلاج. يتم إجراء العلاج المعرفي السلوكي الموجز على مدار جلستين يمكن أن تستمر حتى 12 ساعة متراكمة حسب التصميم. تم تنفيذ هذه التقنية وتطويرها لأول مرة على الجنود في الخارج في الخدمة الفعلية بواسطة ديفد ام رود لمنع الانتحار.
انهيار العلاج
1. التوجه
  1. الالتزام بالعلاج
  2. الاستجابة للأزمات وتخطيط السلامة
  3. تقييد المعاني
  4. طقم النجاة
  5. أسباب بطاقة المعيشة
  6. نموذج الانتحار
  7. مجلة العلاج
  8. الدروس المستفادة
2. التركيز على المهارة
  1. أوراق عمل تطوير المهارات
  2. بطاقات التأقلم
  3. برهنة
  4. ممارسة
  5. صقل المهارة
3. الوقاية من الانتكاس
  1. تعميم المهارة
  2. صقل المهارة

### العلاج السلوكي العاطفي المعرفي
العلاج السلوكي العاطفي المعرفي CEBT هو شكل من أشكال العلاج المعرفي السلوكي تم تطويره في البداية للأفراد الذين يعانون من اضطرابات الأكل ولكنه يستخدم الآن مع مجموعة من المشكلات بما في ذلك القلق والاكتئاب واضطراب الوسواس القهري OCD واضطراب ما بعد الصدمة النفسية PTSD ومشاكل الغضب. فهو يجمع بين جوانب العلاج المعرفي السلوكي والعلاج السلوكي الجدلي ويهدف إلى تحسين فهم العواطف وتحملها من أجل تسهيل العملية العلاجية. وكثيرا ما يستخدم «كعلاج مسبق» لإعداد الأفراد وتجهيزهم بشكل أفضل للعلاج على المدى الطويل.

### التدريب السلوكي المعرفي المنظم
التدريب السلوكي المعرفي المنظم SCBT هو عملية قائمة على الإدراك مع فلسفات أساسية مستمدة بشكل كبير من العلاج المعرفي السلوكي. مثل العلاج المعرفي السلوكي، يؤكد التدريب السلوكي المعرفي المنظم أن السلوك يرتبط ارتباطًا وثيقًا بالمعتقدات والأفكار والعواطف. يعتمد التدريب السلوكي المعرفي المنظم أيضًا على فلسفة العلاج المعرفي السلوكي الأساسية من خلال دمج طرائق أخرى معروفة في مجالات الصحة السلوكية وعلم النفس: وعلى الأخص، علاج السلوك الانفعالي العقلاني لألبرت إليس. يختلف التدريب السلوكي المعرفي المنظم عن العلاج المعرفي السلوكي بطريقتين مختلفتين. أولاً، يتم تسليم التدريب السلوكي المعرفي المنظم بتنسيق صارم للغاية. ثانيًا، إن التدريب السلوكي المعرفي المنظم هو عملية تدريب محددة مسبقًا ومحدودة يتم تخصيصها من خلال مدخلات المشارك. تم تصميم التدريب السلوكي المعرفي المنظم بقصد إحضار المشارك إلى نتيجة محددة في فترة زمنية محددة. تم استخدام التدريب السلوكي المعرفي المنظم لتحدي السلوك الإدماني، خاصة مع مواد مثل التبغ،  الكحول والطعام، وللتحكم في مرض السكري وإخضاع التوتر والقلق. كما تم استخدام التدريب السلوكي المعرفي المنظم في مجال علم النفس الجنائي في محاولة للحد من العودة إلى الإجرام.

### علاج إعادة التأهيل الأخلاقي
علاج إعادة التأهيل الأخلاقي، وهو نوع من العلاج المعرفي السلوكي يستخدم لمساعدة المجرمين في التغلب على اضطراب الشخصية المعادية للمجتمع ASPD، يقلل بشكل طفيف من خطر حدوث المزيد من الإساءة. يتم تنفيذه بشكل عام في شكل جماعي بسبب خطر إعطاء الجناة المصابين باضطراب الشخصية المعادية للمجتمع علاجًا فرديًا يعزز الخصائص السلوكية النرجسية، ويمكن استخدامه في أماكن الإصلاح أو العيادات الخارجية. عادة ما تجتمع المجموعات أسبوعيا لمدة شهرين إلى ستة أشهر.

### تدريب التلقيح ضد الإجهاد
يستخدم هذا النوع من العلاج مزيجًا من تقنيات التدريب المعرفي والسلوكي والإنساني لاستهداف ضغوطات العميل. يستخدم هذا عادة لمساعدة العملاء على التعامل بشكل أفضل مع التوتر أو القلق بعد الأحداث المجهدة. هذه عملية من ثلاث مراحل تدرب العميل على استخدام المهارات التي لديه بالفعل للتكيف بشكل أفضل مع الضغوطات الحالية.
المرحلة الأولى هي مرحلة المقابلة التي تشمل الاختبار النفسي، والمراقبة الذاتية للعميل، ومجموعة متنوعة من مواد القراءة. هذا يسمح للمعالج بتخصيص عملية التدريب بشكل فردي للعميل. يتعلم العملاء كيفية تصنيف المشكلات إلى تركز على المشاعر أو تركز على المشكلة، حتى يتمكنوا من معالجة مواقفهم السلبية بشكل أفضل. تُعد هذه المرحلة العميل في النهاية لمواجهة ردود أفعاله الحالية تجاه الضغوطات والتفكير فيها، قبل النظر في طرق لتغيير ردود أفعاله وعواطفه فيما يتعلق بضغوطه. التركيز هو التصور.
المرحلة الثانية تؤكد على جانب اكتساب المهارات والبروفات التي تستمر من المرحلة السابقة من التصور. يتم تعليم العميل المهارات التي تساعده على التعامل مع الضغوطات. ثم يتم ممارسة هذه المهارات في مجال العلاج. تتضمن هذه المهارات التنظيم الذاتي، وحل المشكلات، ومهارات الاتصال بين الأشخاص، وما إلى ذلك.
المرحلة الثالثة والأخيرة هي تطبيق ومتابعة المهارات المكتسبة في عملية التدريب. يمنح هذا العميل فرصًا لتطبيق مهاراته المكتسبة على مجموعة واسعة من الضغوطات. تشمل الأنشطة لعب الأدوار، والتخيل، والنمذجة، وما إلى ذلك. في النهاية، سيكون العميل قد تم تدريبه على أساس وقائي لتلقيح الضغوط الشخصية والمزمنة والمستقبلية عن طريق تحطيم ضغوطاتهم إلى مشاكل وسوف يضعون أهداف التأقلم على المدى الطويل والقصيرة المدى ومتوسطة المدى.

### العلاج المعرفي السلوكي الموجه بالفعالية: حياكة المجموعة
إن نموذج العلاج الجماعي المطوَّر حديثًا على أساس العلاج المعرفي السلوكي يدمج الحياكة (بالإنجليزية:knitting) في العملية العلاجية وقد ثبت أنه يسفر عن نتائج موثوقة وواعدة. إن أساس هذا النهج الجديد للعلاج المعرفي السلوكي هو الفكرة التي يتم التأكيد عليها بشكل متكرر بأن نجاح العلاج يعتمد على دمج طريقة العلاج في الروتين الطبيعي للمرضى. على غرار العلاج المعرفي السلوكي القياسي المستند إلى المجموعة، يجتمع المرضى مرة واحدة في الأسبوع في مجموعة من 10 إلى 15 مريضًا ويتماسكون معًا بتوجيه من طبيب نفسي مدرب أو أخصائي صحة عقلية. مركز العلاج هو القدرة التخيلية للمريض على تخصيص كل جزء من الصوف لفكرة معينة. أثناء العلاج، يتم حياكة الصوف بعناية، مما يخلق قطعة محبوكة من أي شكل. هذه العملية العلاجية تعلم المريض أن ينسجم مع الفكر بشكل هادف، من خلال (جسديًا) إنشاء قطعة منسوجة متماسكة. علاوة على ذلك، نظرًا لأن العلاج المعرفي السلوكي يؤكد على السلوك نتيجة للإدراك، فإن الحياكة توضح كيف تتجسد الأفكار (التي يُحاول أن تكون خيالية محكومة بالصوف) في الواقع المحيط بنا.

### العلاج بالتنويم المغناطيسي السلوكي المعرفي القائم على اليقظة
العلاج بالتنويم المغناطيسي السلوكي المعرفي القائم على اليقظة MCBH هو شكل من أشكال العلاج المعرفي السلوكي يركز على الوعي في نهج انعكاسي مع معالجة الميول اللاواعية. إنها العملية التي تحتوي أساسًا على ثلاث مراحل يتم استخدامها لتحقيق الأهداف المرجوة.

### البروتوكول الموحد
إن البروتوكول الموحد للعلاج عبر التشخيص للاضطرابات العاطفية هو شكل من أشكال العلاج المعرفي السلوكي، طورهديفيد إتش بارلو والباحثون في جامعة بوسطن، ويمكن تطبيقه على مجموعة من اضطرابات الاكتئاب والقلق. الأساس المنطقي هو أن اضطرابات القلق والاكتئاب غالبًا ما تحدث معًا بسبب الأسباب الكامنة الشائعة ويمكن علاجها معًا بكفاءة.
يتضمن البروتوكول الموحد للعلاج عبر التشخيص للاضطرابات العاطفية مجموعة مشتركة من المكونات:
1. التربية النفسية
2. إعادة التقييم المعرفي
3. تنظيم العاطفة
4. تغيير السلوك

لقد ثبت أن البروتوكول الموحد UP للعلاج عبر التشخيص للاضطرابات العاطفية ينتج نتائج مكافئة لبروتوكولات التشخيص الفردي لاضطرابات معينة، مثل الوسواس القهري واضطراب القلق الاجتماعي. أظهرت العديد من الدراسات أن نشر البروتوكول الموحد للعلاج عبر التشخيص للاضطرابات العاطفية أسهل مقارنة ببروتوكولات التشخيص الفردي.

## انتقادات

### الفعالية النسبية
كان البحث الذي تم إجراؤه على العلاج المعرفي السلوكي موضوعًا للجدل المستمر. بينما يكتب بعض الباحثين أن العلاج المعرفي السلوكي أكثر فعالية من العلاجات الأخرى،  شكك العديد من الباحثين والممارسين الآخرين في صحة مثل هذه الادعاءات. على سبيل المثال، حددت إحدى الدراسات أن العلاج المعرفي السلوكي متفوق على العلاجات الأخرى في علاج القلق والاكتئاب. ومع ذلك، أجرى الباحثون الذين استجابوا مباشرة لتلك الدراسة لإعادة التحليل ولم يجدوا أي دليل على تفوق العلاج المعرفي السلوكي على العلاجات الأخرى الحسنة النية، وأجروا تحليلاً لثلاث عشرة تجربة إكلينيكية أخرى للعلاج المعرفي السلوكي وقرروا أنهم فشلوا في تقديم دليل على تفوق العلاج المعرفي السلوكي. في الحالات التي تم الإبلاغ فيها عن أن العلاج المعرفي السلوكي أفضل من الناحية الإحصائية من التدخلات النفسية الأخرى من حيث مقاييس النتائج الأولية، كانت أحجام التأثير صغيرة واقترح أن هذه الاختلافات كانت عديمة المعنى سريريًا وغير مهمة. علاوة على ذلك، فيما يتعلق بالنتائج الثانوية (أي مقاييس الأداء العام) لم يتم العثور على فروق ذات دلالة إحصائية بين العلاج المعرفي السلوكي والعلاجات الأخرى.
كان النقد الرئيسي هو أن الدراسات السريرية لفعالية العلاج المعرفي السلوكي (أو أي علاج نفسي) ليست مزدوجة التعمية (أي أن الأشخاص أو المعالجين في دراسات العلاج النفسي ليسوا أعمى عن نوع العلاج). قد يكونون مصابين بالعمى الفردي، أي أن المقيم قد لا يعرف العلاج الذي تلقاه المريض، لكن لا المرضى ولا المعالجين أعمى عن نوع العلاج المقدم (اثنان من كل ثلاثة من الأشخاص المشاركين في التجربة، أي أن جميع الأشخاص المشاركين في العلاج غير مكفوفين). يكون المريض مشاركًا نشطًا في تصحيح الأفكار المشوهة السلبية، وبالتالي فهو مدرك تمامًا لمجموعة العلاج التي يتواجد فيها.
تم توضيح أهمية التعمية المزدوجة في التحليل التلوي الذي فحص فعالية العلاج المعرفي السلوكي عند أخذ السيطرة على الدواء الوهمي والعمى في الاعتبار. إن البيانات المجمعة من التجارب المنشورة حول العلاج المعرفي السلوكي حول الفصام والاضطراب الاكتئابي الكبير MDD والاضطراب ثنائي القطب التي استخدمت ضوابط من أجل التأثيرات غير النوعية قد تم تحليلها. خلصت هذه الدراسة إلى أن العلاج المعرفي السلوكي ليس أفضل من تدخلات التحكم غير النوعية في الفصام ولا يقلل من معدلات الانتكاس؛ وإن آثار العلاج صغيرة في دراسات علاج الاضطراب الاكتئابي الكبير وهو ليس إستراتيجية علاج فعالة للوقاية من الانتكاس في الاضطراب ثنائي القطب. بالنسبة إلى الاضطراب الاكتئابي الكبير لاحظ المؤلفون أن حجم التأثير المجمع كان منخفضًا جدًا. ومع ذلك، فإن العمليات المنهجية المستخدمة لاختيار الدراسات في التحليل التلوي المذكور سابقًا وقيمة النتائج التي توصل إليها قد تم التشكيك فيها.

### انخفاض الفعالية
بالإضافة إلى ذلك، كشف التحليل التلوي لعام 2015 أن الآثار الإيجابية للعلاج السلوكي المعرفي على الاكتئاب آخذة في الانخفاض منذ عام 1977. وأظهرت النتائج الإجمالية انخفاضًين مختلفًين في أحجام التأثير:
1) انخفاض إجمالي بين عامي 1977 و2014، و
2) انخفاض حاد بين عامي 1995 و2014.
إن التحليل الفرعي الإضافي للدراسات المتعلقة بالعلاج المعرفي السلوكي التي تم فيها توجيه المعالجين في مجموعة الاختبار للالتزام بكتيب دليل بيك Beck الخاص ب العلاج المعرفي السلوكي أظهر وجود انخفاض حاد في أحجام التأثير منذ عام 1977 مقارنة بالدراسات التي تم فيها توجيه المعالجين في مجموعة الاختبار لاستخدام العلاج المعرفي السلوكي دون دليل بيك Beck الخاص ب العلاج المعرفي السلوكي. أفاد المؤلفون أنهم لم يكونوا متأكدين من سبب انخفاض التأثيرات، لكنهم ذكروا عدم كفاية تدريب المعالج، وعدم الالتزام بالدليل، ونقص خبرة المعالج، وتراجع أمل المرضى وإيمانهم بفعاليته كأسباب محتملة. ذكر المؤلفون أن الدراسة الحالية اقتصرت على الاضطرابات الاكتئابية فقط.

### ارتفاع معدلات التسرب
علاوة على ذلك، كتب باحثون آخرون أن دراسات العلاج المعرفي السلوكي لديها معدلات تسرب عالية مقارنة بالعلاجات الأخرى. وُجد أن معدلات التسرب من العلاج المعرفي السلوكي أعلى بنسبة 17% من العلاجات الأخرى في تحليل تلوي واحد. يتجلى ارتفاع معدل الانقطاع عن الدراسة أيضًا في علاج العديد من الاضطرابات، لا سيما اضطراب الأكل وفقدان الشهية العصبي والتي يتم علاجها عادةً باستخدام العلاج المعرفي السلوكي. أولئك الذين عولجوا بالعلاج المعرفي السلوكي لديهم فرصة كبيرة للتوقف عن العلاج قبل الانتهاء والعودة إلى سلوكيات فقدان الشهية.
إن باحثون آخرون والذين أجروا تحليلًا لعلاجات للشباب الذين يؤذون أنفسهم وجدوا أن معدلات تسرب مماثلة في مجموعات العلاج المعرفي السلوكي CBT والعلاج السلوكي الجدلي DBT. في هذه الدراسة، قام الباحثون بتحليل العديد من التجارب السريرية التي تقيس فعالية العلاج المعرفي السلوكي الذي يتم إعطاؤه للشباب الذين يؤذون أنفسهم. خلص الباحثون إلى أنه لم يتم العثور على أية فعالية فيها. علاج السلوك

### الاهتمامات الفلسفية بأساليب العلاج المعرفي السلوكي
لم تكن الأساليب المستخدمة في أبحاث العلاج المعرفي السلوكي هي الانتقادات الوحيدة؛ وضع بعض الأفراد نظريته وعلاجه موضع تساؤل.
كتب سلايف وويليامز أن أحد الافتراضات الخفية في العلاج المعرفي السلوكي هو الحتمية أو غياب الإرادة الحرة. يجادلون بأن العلاج المعرفي السلوكي يرى أن المحفزات الخارجية من البيئة تدخل العقل مسببة أفكارًا مختلفة تسبب حالات عاطفية: لا يوجد مكان في نظرية العلاج المعرفي السلوكي يتم حساب الفاعلية أو الإرادة الحرة.
نقد آخر لنظرية العلاج المعرفي السلوكي، خاصة عند تطبيقها على الاضطراب الاكتئابي الكبير MDD هو أنها تخلط بين أعراض الاضطراب وأسبابه.

### آثار جانبية
يعتبر العلاج المعرفي السلوكي عمومًا ذا آثار جانبية قليلة جدًا إن وجدت. تم إجراء مكالمات من قبل البعض لمزيد من التقييم للآثار الجانبية المحتملة للعلاج المعرفي السلوكي. العديد من التجارب العشوائية للتدخلات النفسية مثل العلاج المعرفي السلوكي لا ترصد الأضرار المحتملة للمريض. في المقابل، من المرجح أن تأخذ التجارب المعشاة للتدخلات الدوائية التأثيرات الضائرة في الاعتبار.
ومع ذلك، كشف التحليل التلوي لعام 2017 أن الأحداث الضائرة ليست شائعة في الأطفال الذين يتلقون العلاج المعرفي السلوكي، وعلاوة على ذلك، يرتبط العلاج المعرفي السلوكي بعدد أقل من المتسربين من العلاج الوهمي أو الأدوية. ومع ذلك، فإن معالجي العلاج المعرفي السلوكي يبلغون أحيانًا عن «حوادث غير مرغوب فيها» والآثار الجانبية في عياداتهم الخارجية وحيث كانت «الرفاهية السلبية / الضيق السلبي» هي الحوادث الأكثر شيوعًا وتواترا.

### الاهتمامات الاجتماعية والسياسية
يتساءل الكاتب ومحلل المجموعة فرهاد دلال Farhad Dalal عن الافتراضات الاجتماعية والسياسية الكامنة وراء إدخال العلاج المعرفي السلوكي. وفقًا لأحد المراجعين، يربط دلال بين ظهور العلاج المعرفي السلوكي و«الصعود الموازي للنيوليبرالية، مع تركيزها على التسويق والكفاءة والقياس الكمي والإدارة، ويتساءل عن الأساس العلمي للعلاج المعرفي السلوكي، مشيرًا إلى أن» علم«علم النفس غالبًا ما يكون العلاج أقل علميًا من كونه مسابقة سياسية». في كتابه، يشكك دلال أيضًا في الأساس الأخلاقي للعلاج المعرفي السلوكي.

## المجتمع والثقافة
أعلنت خدمة الصحة الوطنية في المملكة المتحدة في عام 2008 أنه سيتم تدريب المزيد من المعالجين على تقديم العلاج المعرفي السلوكي على نفقة الحكومة كجزء من مبادرة تسمى تحسين الوصول إلى العلاجات النفسية IAPT. قال المعهد الوطني للتميز في الرعاية الصحية NICE إن العلاج المعرفي السلوكي سيصبح الدعامة الأساسية لعلاج الاكتئاب غير الحاد، مع استخدام الأدوية فقط في الحالات التي فشل فيها العلاج المعرفي السلوكي. اشتكى المعالجون من أن البيانات لا تدعم بشكل كامل الاهتمام والتمويل الذي يتلقاه العلاج المعرفي السلوكي. صرح الطبيب النفسي والأستاذ أندرو صامويلز أن هذا يشكل «انقلابًا، لعبة قوة من قبل مجتمع وجد نفسه فجأة على شفا تجميع مبلغ هائل من المال... لقد تم إغراء الجميع بالرخص الظاهري للعلاج المعرفي السلوكي.» أصدر مجلس المملكة المتحدة للعلاج النفسي بيانًا صحفيًا في عام 2012 يقول إن سياسات تحسين الوصول إلى العلاجات النفسية IAPT تقوض العلاج النفسي التقليدي وانتقد المقترحات التي من شأنها أن تقصر بعض العلاجات المعتمدة على العلاج المعرفي السلوكي،  مدعيا أنها تحصر المرضى في «نسخة مخففة من العلاج المعرفي السلوكي في كثير من الأحيان من قبل موظفين مدربين تدريباً خفيفاً للغاية».
يوصي المعهد الوطني للتميز في الرعاية الصحية NICE أيضًا بتقديم العلاج المعرفي السلوكي للأشخاص الذين يعانون من الفصام، وكذلك أولئك المعرضين لخطر الإصابة بنوبة ذهانية.
المراجع

## روابط خارجية
- جمعية العلاجات السلوكية والمعرفية (ABCT)
- الرابطة البريطانية للعلاجات النفسية السلوكية والمعرفية
- الرابطة الوطنية للمعالجين الإدراكيين والسلوكيين
- الرابطة الدولية للعلاج النفسي المعرفي
- معلومات عن علاجات العلاج المعرفي السلوكي القائمة على الأبحاث
- المستشارون المرتبطون وعلماء النفس معالجو العلاج المعرفي السلوكي